# Comuna de Sitkówka-Nowiny
Sitkówka-Nowiny (polaco: Gmina Sitkówka-Nowiny ) é uma gminy (comuna) na Polónia, na voivodia de Santa Cruz e no condado de Kielecki. A sede do condado é a cidade de 1999.
De acordo com os censos de 2006, a comuna tem 6983 habitantes, com uma densidade 153 hab/km².

## Área
Estende-se por uma área de 45,76 km², incluindo:
- área agricola: 34%
- área florestal: 39%

## Demografia
Dados de 30 de Junho 2006:
|                      | Total   | Total | Mulheres | Mulheres | Homens  | Homens |
| -------------------- | ------- | ----- | -------- | -------- | ------- | ------ |
|                      | pessoas | %     | pessoas  | %        | pessoas | %      |
| População            | 6983    | 100   | 3537     | 50,65    | 3446    | 49,35  |
| Densidade (pop./km²) | 153     | 100   | 77,3     | 77,3     | 75,3    | 75,3   |

## Comunas vizinhas
- Chęciny, Kielce, Morawica, Piekoszów